# Brink (Assen)

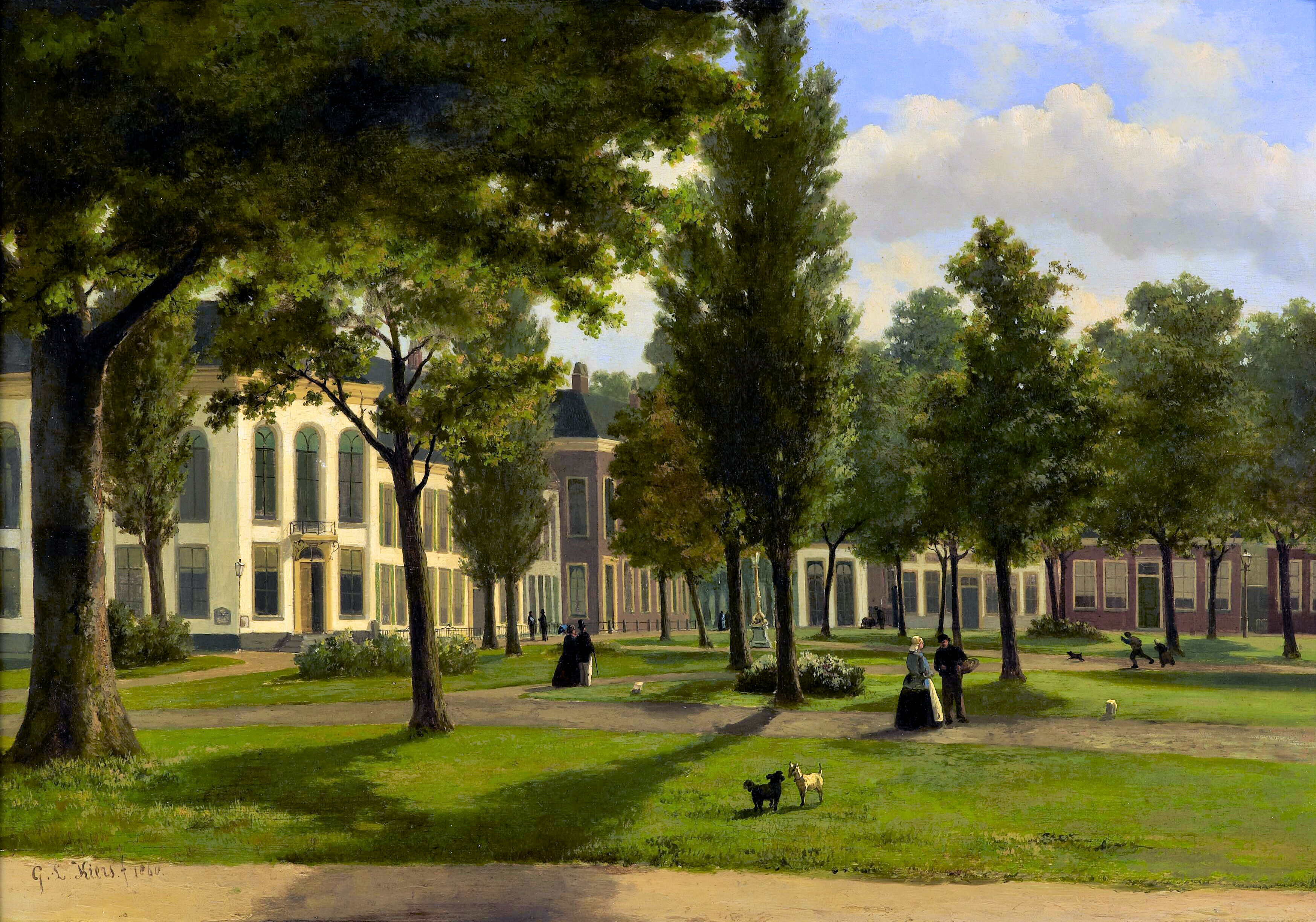
Zicht op de Brink (1860) door George Lourens Kiers.

De Brink is een centrale groene ruimte in de oude binnenstad van Assen.

## Geschiedenis
De Brink is de voormalige voorhof van het klooster Maria in Campis, dat in de 13e eeuw hiernaartoe verhuisde. Assen ontstond als esdorp rond de brink. De Brink bestaat uit twee grasvelden en meerdere bomen. Lucas Pieters Roodbaard richtte de Brink in 1844 in als wandelpark. De Brink is nu onderdeel van beschermd stadsgezicht.

## Bebouwing
Na de opheffing van het klooster in 1602, werden de kloostergebouwen in gebruik genomen door het provinciaal en later ook het gemeentelijk bestuur. De Kloosterkerk is onder meer Hervormde kerk, gemeentehuis en politiebureau geweest. Het Ontvangershuis was aanvankelijk waarschijnlijk een priesterwoning, later het huis van de ontvangers-generaal van de provincie. Een aantal van deze gebouwen, veelal erkend als rijksmonument, wordt nu gebruikt door het Drents Museum. Het hoofddeel van het museum is gevestigd in het Gouvernementsgebouw (voormalig provinciehuis) dat eind 19e eeuw een deel van de kloostergebouwen verving. In 1995 verhuisde het gemeentebestuur van Assen van Huize Tetrode naar de nabijgelegen Noordersingel, publicaties van de gemeente verschenen ook nadien nog steeds onder de naam Berichten van de Brink.

## Gedenkmonumenten en kunst
Op de Brink staan ter herinnering aan de Tweede Wereldoorlog de Texelbank (1950) en het Provinciaal gedenkteken (Willem Valk, 1951). Als kunstwerken zijn De cultuurdrager (Charles Hammes, 1962) en de Boombank (Jurgen Bey, 2013) hier geplaatst.

## Historische panden aan de Brink
- Huize Tetrode
- Kloosterkerk
- Gouvernementsgebouw
- Ontvangershuis
- Telegraafkantoor
- Herberg van Tabingh

## Fotogalerij

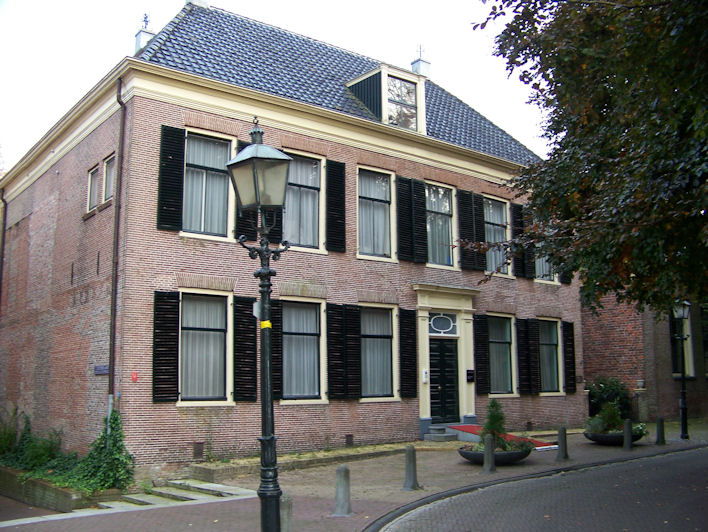
Huize Tetrode
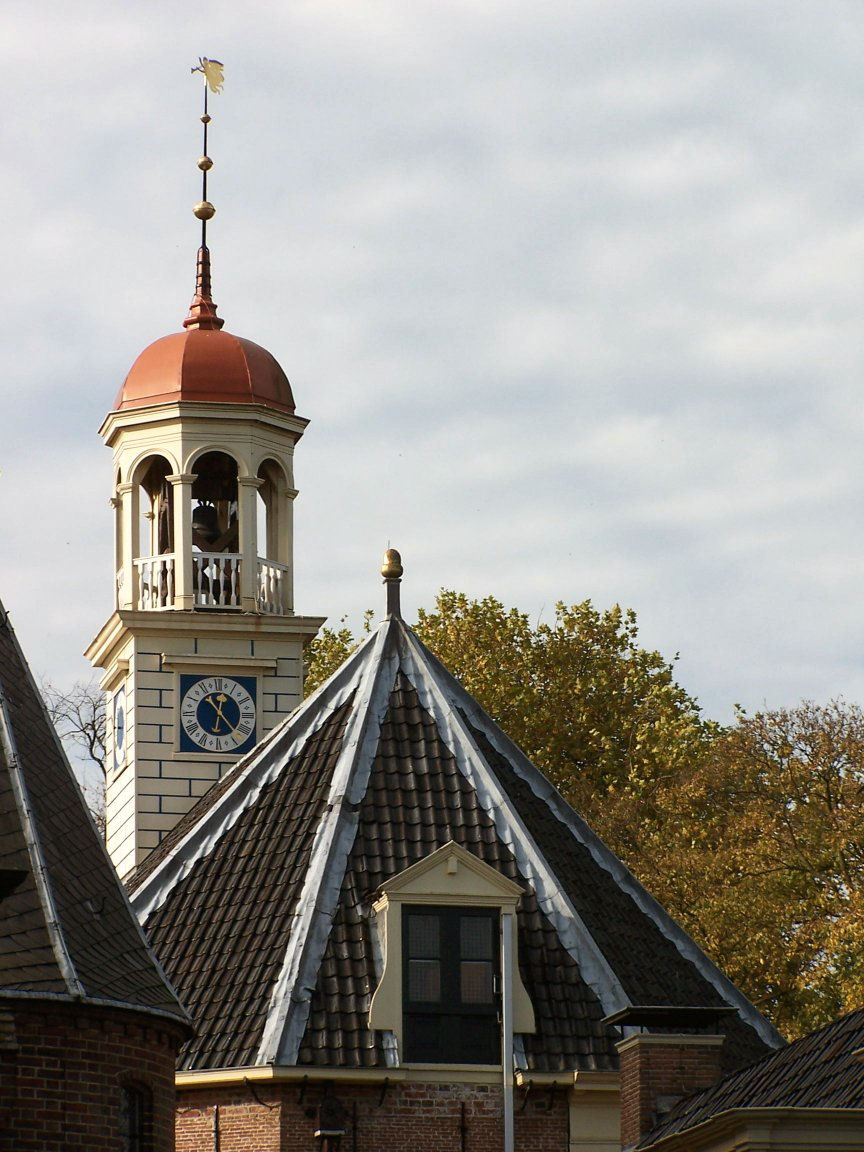
Kloosterkerk (achterkant)